# William Bassett
William Isiah Bassett (West Bromwich, 27 gennaio 1869 – West Bromwich, 9 aprile 1937) è stato un dirigente sportivo, allenatore di calcio e calciatore inglese, di ruolo ala.

## Carriera

### Giocatore

#### Club
Nato a West Bromwich, Bassett gioca per varie società dilettantistiche della sua città Natale: La Christ Church School, l'Oak Villa e l'Old Church venendo considerato inadatto al calcio professionistico a causa del suo fisico minuto e della sua fragilità.
Nell'agosto del 1886 entra nelle giovanili del West Bromwich. Nell'ottobre 1887 fa il suo debutto in prima squadra nella partita di FA Cup contro il Wednesbury Old Athletic, giocando da attaccante.
Successivamente incomincia a giocare come ala destra. L'anno successivo vince la FA Cup con il West Bromwich che batte per 2-1 in finale il Preston North End.
Con l'istituzione del Campionato inglese di calcio nel 1888, il West Bromwich non riesce mai a ottenere risultati di rilievo in campionato, invece nel 1892 vince la sua seconda FA Cup contro l'Aston Villa. Tre anni dopo la finale è ancora tra Aston Villa e West Bromwich, ma questi ultimi sono sconfitti, impedendo così a Bassett di festeggiare la sua terza FA Cup.
Il 28 aprile 1894 Bassett diventa il primo giocatore della storia del West Bromwich ad essere espulso: in un'amichevole contro il Millwall viene cacciato dall'arbitro per uso di un linguaggio inadatto.
La carriera da giocatore di Bassett si conclude nell'aprile 1899 in una partita persa per 7-1 contro l'Aston Villa dopo aver disputato in totale 311 partite con il West Bromwich, di cui 261 in campionato con 61 reti segnate.

#### Nazionale
Pochi giorni dopo la vittoria della sua prima FA Cup Barrett fa il suo debutto con la maglia della nazionale inglese in una vittoria per 5-1 contro l'Irlanda. Segna il suo primo gol con la nazionale inglese nel febbraio 1889 in una vittoria per 4-1 contro il Galles.
In totale Barrett vanta 16 presenze e 7 reti con la nazionale inglese.
Oltre alle presenza con la nazionale, vanta, tra il 1891 e il 1897, tre presenze con una selezione della The Football League.

### Allenatore
Dopo il ritiro Bassett allena per breve tempo le giovanili del West Bromwich.

### Dirigente sportivo

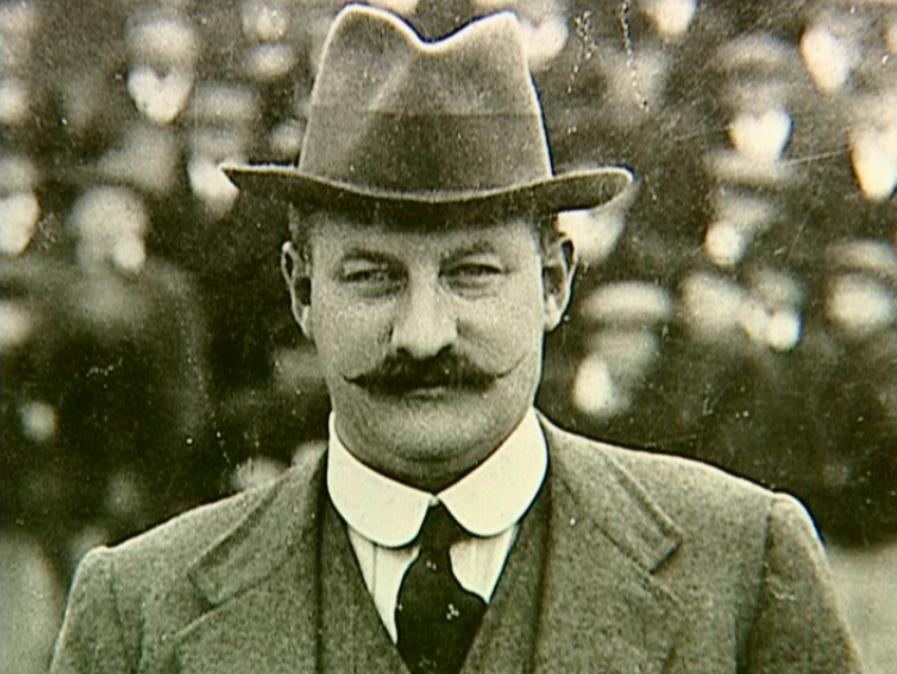
Bassett da presidente del West Bromwich Albion

Nel 1905, con la squadra in crisi dopo la retrocessione dell'anno precedente, Bassett fa il suo ingresso in società, raccogliendo una grossa somma per estinguere una pesante passività.
Nel 1908 Bassett diventa presidente e due anni dopo impedisce il fallimento del club pagando alcuni stipendi di tasca sua.
Bassett rimane alla presidenza del West Bromwich fino alla sua morte.
Durante la sua presidenza, a causa della forte rivalità tra inglesi e scozzesi, nessun giocatore scozzese ha giocato per il West Bromwich.
Nel 1930 entra a far parte del comitato della The Football League e poi ricopre anche ruoli nella The Football Association.

## La morte
William Bassett muore l'8 aprile 1937 a West Bromwich, a 68 anni. Due giorni dopo la sua morte si tiene un minuto di silenzio a lui dedicato prima della semifinale di FA Cup tra Preston North End e West Bromwich terminata 4-1 per il Preston. I giocatori del West Bromwich furono chiaramente influenzati da questo fatto e Teddy Sanford disse: "Eravamo troppo tristi per giocare. La morte del signor Basset ha stordito tutta la squadra e anche i tifosi, era una persona rispettabile, mi ha insegnato molto e devo ammettere che ero in lacrime dopo il minuto di silenzio".
Più di 100.000 persone parteciparono al corteo funebre per le strade di West Bromwich.
Nel 1998 è stato inserito nel Football League 100 Legends, mentre nel 2004 viene inserito dai tifosi del West Bromwich Albion tra i 16 giocatori più grandi della storia della squadra in un sondaggio organizzato nell'ambito dei festeggiamenti per il centoventicinquesimo anniversario della squadra.

## Palmarès
- Coppa d'Inghilterra: 2

West Bromwich: 1887-1888, 1891-1892